# Нолтрекс
Нолтрекс (англ. Noltrex) — синтетический вископротез. Гелеобразный препарат для лечения остеоартроза и артроза суставов. Относится к группе эндопротезов синовиальной (суставной) жидкости и служит для её замещения при дефиците. Вязкостные характеристики Noltrex близки к свойствам естественной синовиальной жидкости. Препарат отличается высокой биосовместимостью с тканями человеческого организма, поэтому не обладает иммуногенными или антигенными свойствами.

## История создания
Получение технологии водосодержащего биополимера с Ag++
1980-е, СССР. Создание гидрогеля с целью депо для лекарственных препаратов длительного действия.
1992, Киев. Получен первый продукт на основе гидрогеля для пластической хирургии. В настоящее время этот продукт производится шведской компанией Contura (концерн Ferrosan) под торговой маркой Aquamid.
1999 — Разработана технология получения гидрогеля с антибактериальной активностью.
2001 — Произведён Нолтрекс, эндопротез синовиальной жидкости.
2007 — Нолтрекс разрешён к применению в Европейском Союзе.
2008 — Нолтрекс Вет активно используется в ветеринарии в США

## Механизм действия
«Нолтрекс» вводится в пораженный артрозом сустав путем инъекций и равномерным слоем покрывает суставные поверхности. Слой гидрогеля выполняет функцию амортизации — смягчает механическую нагрузку на сустав и поврежденный хрящ во время движений.
После появления в суставной капсуле жидкого эндопротеза (заменителя синовиальной жидкости) суставная щель расширяется — трущиеся до этого поверхности разводятся в разные стороны. Исчезает постоянный раздражитель — физическое трение, а с ним и боль. Синтетический эндопротез восстанавливает вязкость синовиальной жидкости, вследствие чего исчезает боль и улучшается подвижность сустава.

## Состав
Препарат является искусственным эндопротезом, в составе которого отсутствуют компоненты животного происхождения и гиалуроновая кислота. Базовый компонент — трехмерный полиакриламидный сетчатый полимер, разведённый очищенной водой (4 % полимера на 96 % воды). Кроме того, в составе присутствуют ионы серебра 0,01-0,02 % с обеззараживающим действием.

## Область применения
Препарат применяется для лечения остеоартроза и артроза любой стадии различных суставов — коленного, тазобедренного, локтевого, кистевого, голеностопного и др. Курс из 1-5 процедур с интервалом в одну неделю дает продолжительный терапевтический эффект. Повторный курс необходим через 9-24 месяца. «Нолтрекс» поставляется стерильным, готовым к применению, в герметичных упаковках с одноразовым шприцем, содержащим 2,5 мл геля. Производитель — «Биоформ» (Россия).